# Анна Брауншвейзька
Анна Брауншвейзька (нім. Anna von Braunschweig), або Анна Брауншвейг-Люнебурзька (нім. Anna von Braunschweig-Lüneburg) та Анна Брауншвейг-Геттінгенська (нім. Anna von Braunschweig-Göttingen; бл. 1390, Брауншвейг, герцогство Брауншвейг-Вольфенбюттель — 11 серпня 1432, Інсбрук, графство Тіроль) — принцеса з дому Вельфів, уроджена принцеса Брауншвейг-Люнебурзька, дочка Фрідріха I. Дружина ерцгерцога Фрідріха IV; в шлюбі — графиня Тироля та ерцгерцогиня Австрійська.

## Біографія
Ганна Брауншвейзька народилася близько 1390 року в Брауншвейзі. Вона була дочкою Фрідріха I, герцога Брауншвейг-Вольфенбюттеля, що потім носив титул герцога Брауншвейг-Люнебурга і Анни Саксен-Віттенберзької , принцеси з дому Асканіїв.
В Інсбруку 11 червня 1411 її видали в шлюб з удівцем Фрідріхом IV (1382 — 24.6.1439), графом Тироля і ерцгерцогом Австрійським, який першим шлюбом був одружений з Єлизаветою Пфальцькою. У шлюбі народила чотирьох дітей:
- Маргарита (1423 — 09.06.1424), принцеса Австрійська та Тірольська, померла в дитячому віці;
- Гедвіга (1424 — 21.02.1427 / 1432), принцеса Австрійська і Тірольська, померла в дитячому віці;
- Вольфганг (нар. і пом. 16.02.1426), принц Австрійський та Тірольський, помер відразу після народження;
- Сигізмунд (26.10.1427 — 04.03.1496), ерцгерцог Передньої Австрії та граф Тироля під ім'ям Сигізмунда Багатого, в 1449 році поєднувався першим шлюбом з Елеонорою Шотландською (1433 — 20.11.1480), принцесою з дому Стюартів, у 1484 року одружився другим шлюбом з Катаріною Саксонською (1468—1524), принцесою з дому Веттінів, нащадків не залишив.

Ставши ерцгерцогинею та графинею, Анна не втратила зв'язку зі своєю сім'єю в Брауншвейзі. У квітні 1421 року в Енсісгеймі вона зустрілася з матір'ю. 1425 року деякий час у неї в Інсбруку гостювала сестра Катаріна, графиня Шварцбург-Бланкенбурзька. З 1430 по 1432 роки неодноразово до неї приїжджав двоюрідний брат Вільгельм, герцог Брауншвейг-Вольфенбюттеля.
У перші роки шлюбу Анна не виявляла жодної активності у державних справах. У червні 1414 року ерцгерцогиня прибула на рейхстаг у Констанці, де особисто, хоч і безуспішно, закликала вибірників обрати імператором її чоловіка. Після повернення з Констанци і до початку 1417 року вона проживала на півдні графства Тіроль, головним чином в Кальтерні.
З 1418 по 1428 рік активно займалася державними справами. Навесні 1419 року, за відсутності чоловіка, який перебував у володіннях на території Внутрішньої Австрії, Анна, яка керувала його ім'ям, уклала мирну угоду з єпископом Трента. З літа 1419 по осінь 1421 року направила свого представника, разом з кількома радниками, в Ельзас і Швабію для укладання фінансових угод та політичних угод.
Анна Брауншвейзька померла 11 серпня 1432 року в Інсбруку і була похована в Австрійська усипальниця у монастирі святого Іоанна Хрестителя у місті Штамсі.